# Le Hom
Le Hom – gmina we Francji, w regionie Normandia, w departamencie Calvados. 1 stycznia 2016 roku połączono pięć wcześniejszych gmin: Caumont-sur-Orne, Curcy-sur-Orne, Hamars, Saint-Martin-de-Sallen oraz Thury-Harcourt. Siedzibą gminy została miejscowość Thury-Harcourt. W 2013 roku populacja wyżej wymienionych gmin wynosiła 3644 mieszkańców.